# C14H10N2O2
化学式C14H10N2O2（摩尔质量：238.24 g/mol）可以指：
- 二氨基蒽醌
  - 分散紫1（1,4-二氨基蒽醌），CAS号：128-95-0 
  - 1,2-二氨基蒽醌，CAS号：1758-68-5 
  - 1,5-二氨基蒽醌，CAS号：129-44-2 
  - 2,6-二氨基蒽醌，CAS号：131-14-6
- 二苯基氧化呋咱，CAS号：5585-14-8
- 2-(4-硝基苯基)吲哚，CAS号：40015-09-6
- 4-(苯并咪唑-2-基)苯甲酸，CAS号：66631-29-6

|  | 这个同类索引页列出了具有相同分子式的化学物（即同分異構體）条目。 除非您是有意链接至本页，否则应将相应条目的内部链接指向正确的条目。 |